# Coenraadsburgfortet

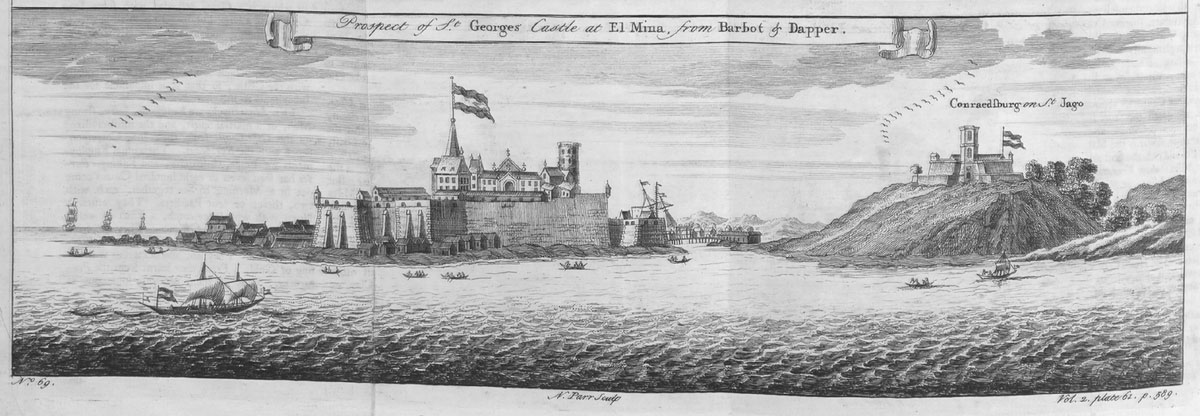
Elminafortet (till vänster) och Coenraadsburgfortet (till höger) på en bild från 1600-talet.

Coenraadsburgfortet eller Fort São Tiago da Mina, även kallat Fort St Jago, är ett fort i Elmina i Centrala regionen i Ghana.
Det uppfördes år 1652 på en kulle mittemot Elminafortet på ruinerna av   ett litet kapell som portugiserna byggde i slutet av 1550-talet. Kapellet brändes ner av nederländarna under slaget vid Elmina år 1637 då de byggde kanonställning på platsen.
Efter erövringen av Elminafortet byggde nederländarna ett riktigt fort på kullen för att försvara Elminafortet mot angrepp från land. Coenraadsburgfortet anses vara den äldsta rent militära befästningen på  Guldkusten.
Britterna övertog fortet och hela Nederländska Guldkusten år 1872 och byggde om det till civilt bruk. Byggnaden har senare använts som fängelse och sjukhus.
År 1979 utsågs fortet tillsammans med tre slott och ett tiotal andra fort längs Ghanas kust till världsarv av Unesco.